# Kloster Neukirchen beim Heiligen Blut
Das Kloster Neukirchen beim Heiligen Blut ist ein Kloster der Franziskaner-Reformaten in Neukirchen beim Heiligen Blut in Bayern in der Diözese Regensburg.

## Geschichte
Das der heiligen Katharina gewidmete Kloster wurde 1656 durch die Bayerische Reformatenprovinz der Franziskaner am Ort einer der bedeutendsten bayerischen Marienwallfahrten gegründet und war erst Hospiz, ab 1661 Konvent. Es erfolgte keine Aufhebung im Zuge der Säkularisation, das Kloster wurde 1802 als Zentralkloster eingerichtet. 1855 wurde das Kloster offiziell wiedererrichtet. 
2000 wurde der lange nicht mehr genutzte Nordtrakt des Klosters zum „Grenzüberschreitenden Wallfahrts-, Begegnungs- und Umweltbildungszentrum beim Franziskanerkloster Neukirchen b.Hl.Blut“ umgebaut. Die geläufige Bezeichnung für dieses Zentrum ist jedoch „Haus zur Aussaat“. Verantwortlich für diesen Bereich ist seither der „Trägerverein für das grenzüberschreitenden Wallfahrts- und Begegnungszentrums Neukirchen b.Hl.Blut e.V.“ unter den Vorsitz von Pater Raymund. Das Kloster gehörte lange zur Bayerischen Franziskanerprovinz, wird aber heute von polnischen Franziskanern bewohnt. 
Im Jahr 2008 wurde der bisher für die Öffentlichkeit nicht zugängliche Klostergarten aufwendig umgestaltet und als „Klostergarten der Franziskaner“ eröffnet. Der 1,6 Hektar große Klostergarten schließt sich an das „Haus zur Aussaat“ an. Das Thema „Bewahrung der Schöpfung“ (Umweltschutz) ist in diesem Garten auf verschiedene Weise anschaulich dargestellt: Biblische Pflanzen gedeihen hier ebenso wie Heilpflanzen im Apothekergarten. Besichtigung nur mit Führung möglich.